# ケイヴ・アンド・ベイスン

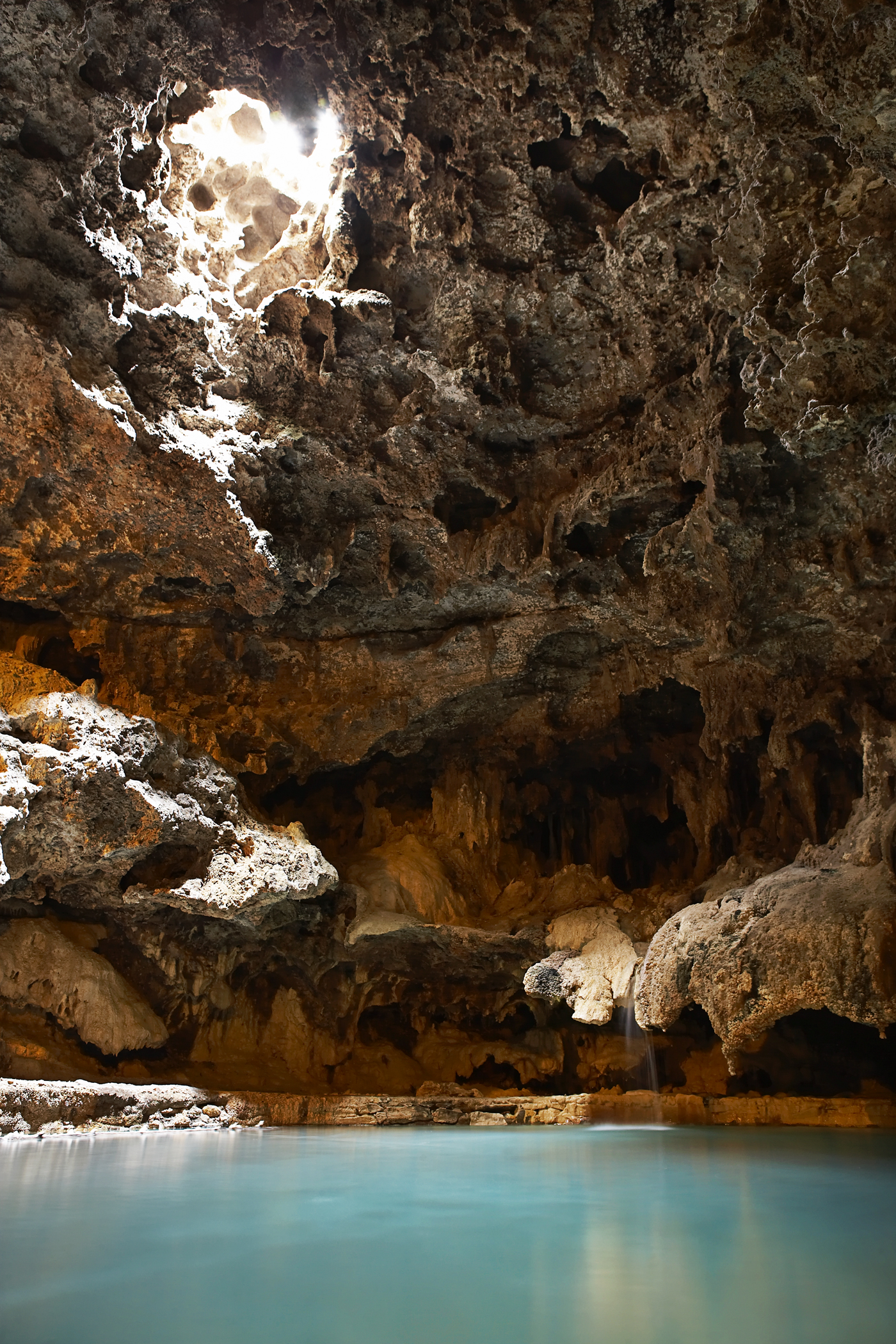
ケイヴ・アンド・ベイスンの洞窟

ケイヴ・アンド・ベイスン(Cave and Basin)は、カナダアルバータ州バンフにある温泉で、カナダの国立公園制度発祥の地として1981年にカナダ国定史跡に指定されている。

## 地質
バンフの南に位置するサルファー山には、デボン紀の石灰岩の下にある衝上断層に沿って9つの温泉が湧いている。ケイヴ・アンド・ベイスンはそのうち最も低い位置に湧いており、人間が集団で入れるほどの大洞窟ができているのはここだけである。

## 歴史
この地域には最終氷期が終わる1万700年前から人間活動の痕跡が認められており、彼らも当然この温泉を認識していたと思われる。また当地の先住民は洞窟と温水にまつわる伝承を持っている。
文献上はパリサー探検隊のJames Hectorが1859年に記録したことに遡り、ついでJoe Healeyが1874年に報告している。しかしケイヴ・アンド・ベイスンの名を国中に知らしめたのは、カナダ太平洋鉄道の3名の作業員McCardell兄弟とFrank McCabeである。1883年、彼らは倒木を使って地表の開口部から洞窟に入り、翌年商業化を目論んで小屋を建てた。他にも占有権を主張する者があったため、1885年ジョン・A・マクドナルド率いるカナダ連邦政府は枢密院勅令によって周囲10平方マイル(26 km2)を保護地(Banff Hot Springs Reserve)とした。これがカナダの国立公園の嚆矢である。
1886年には大洞窟に向かってトンネルが掘られた。1912年治癒力があると称して瓶詰めの鉱水が売り出される。1914年に温泉プールが開業し、1994年まで営業していた。1981年にカナダ国定史跡に指定された。

## 生態系

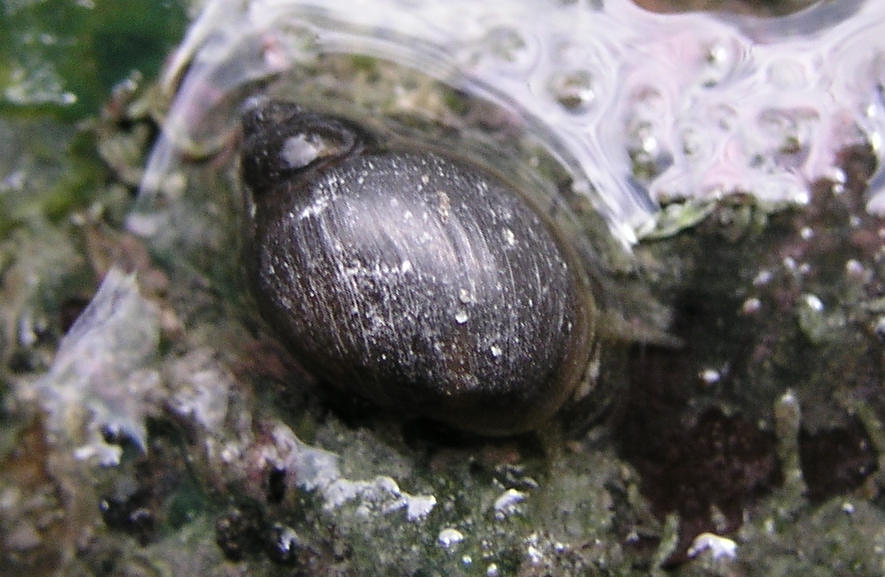
Physella johnsoni

温泉が湧き出ていることから、周囲は特徴的な生態系を持っている。
とくに絶滅危惧の淡水産巻貝Physella johnsoniの生息地として有名である。
一方1924年には蚊対策としてカダヤシが導入され、また後年愛好家によって熱帯魚が導入されたことで周囲の池からはウグイに似た固有種Rhinichthys cataractae smithiが絶滅した。